# جیمز دیوئر
جیمز دیوئر (به انگلیسی: James Dewar) ‏ (۱۸۴۲ - ۱۹۲۳) فیزیک‌دان اسکاتلندی بود.

## زندگی
فیزیکدان و شیمیدان اسکاتلند در دانشگاه ادینبورگ تحصیل کرد و سالها استاد علوم طبعی و تجربی در کمبریج بود. وی در پهنه‌های وسیع و گوناگون فعالیت می‌کرد؛ و نظرات خود را در ضمن رساله‌هایی درباره شیمی آلی، اندازه‌گیری دماهای بالا، تأثیر نور بر شبکیه چشم، طیف بینی و غیره انتشار داد.
عمده‌ترین کار علمی او تحقیقاتی است که درباره خواص ماده در دماهای پایین و مایع شده گاز به عمل آورد. او با تلاش زیاد هیدروژن را مایع و سپس جامد کرد و توانست به دمای ۱۴ درجه کلوین برساند. فلاسک دیوئر از ساخته‌های اوست. دراین فلاسک می‌توان گازهای مایع شده را برای مدت طولانی نگهداری کرد.
- مدال کاپلی (۱۹۱۶)
- مدال فرانکلین (۱۹۱۹)